# 銅錢棋
銅錢棋，當地名走銅錢，是流傳於雷州半島等地的兩人棋類，類似西瓜棋，但前者棋點較多。

## 棋具

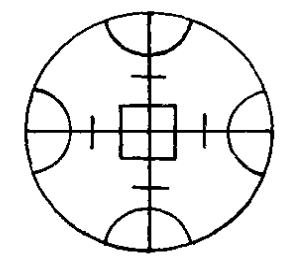
雷州的銅錢棋

- 棋盤為圓形中兩條直線交叉，圓心交叉處畫一個正方形，圓周上下左右朝內各劃一個圓弧，圓弧與正方形中間再多一棋點，組成二十九個棋點。

- 雙方各執五子，以顏色區分敵我。

## 規則
- 棋子皆放在棋點，置於最靠近己方圓周的五個點。

- 每人一著。棋子皆須需沿線移至鄰近的空棋點，如果因此包圍使敵棋不得動彈，就將該敵棋其移除棋盤不再使用。

- 將敵方棋數消滅至兩枚以下獲勝[2]。

## 外部連結
- 棋具照片[永久]